# 左縉
左縉（1525年—？），字士卿，四川邛州大邑縣民籍直隸鳳陽縣人，明朝政治人物。

## 生平
嘉靖三十一年（1552年）壬子科四川鄉試第十九名舉人。隆慶二年（1568年）中式戊辰科會試第二百七十五名，三甲第一百零二名進士。官太常寺博士。

## 家族
曾祖左元全，教諭；祖父左賛，教諭；父左陳儀，母楊氏；繼母王氏。具庆下。兄左练。弟左紳。